# A Casa dos Sonhos
Dream House (bra/prt: A Casa dos Sonhos) é um filme de suspense americano-canadense de 2011, dirigido por  Jim Sheridan.
Lançado em 30 setembro de 2011 no Estados Unidos e Canadá pela Warner Bros. e pela Morgan Creek Productions, o filme custou cerca de 50 milhões de dólares.

## Sinopse
Will Atenton (Daniel Craig) é um executivo bem-sucedido da área editorial que deixa Nova York e se muda com sua esposa Libby Atenton (Rachel Weisz) e suas duas filhas para uma cidadezinha exótica do estado de Connecticut. A nova casa dos sonhos dessa família já foi cenário para um assassinato cruel: uma mulher e seus filhos, e o principal suspeito é o pai daquelas crianças, único sobrevivente do crime. Will, então, começa a investigar o caso e conta com a ajuda da vizinha Ann (Naomi Watts). Em meio as descobertas, Will percebe que este não é o único caso aterrorizante daquela casa. Outros que passaram por ali tiveram suas vidas drasticamente mudadas.

## Elenco
- Daniel Craig .... Will Atenton / Peter Ward
- Rachel Weisz .... Libby Atenton / Elizabeth Ward
- Naomi Watts .... Ann Patterson
- Marton Csokas .... Jack Patterson
- Claire Geare .... Dee Dee Atenton / Katherine Ward
- Taylor Geare .... Trish Atenton / Beatrice Ward
- Rachel G. Fox .... Chloe Patterson
- Mark Wilson .... Dennis Conklin
- Jonathan Potts .... Tony Ferguson
- Lynne Griffin .... Sadie
- Elias Koteas .... Homem encapuzado / Boyce
- Gregory Smith .... Artie
- Chris Owens .... Tom Barrion
- Jane Alexander .... Dr. Greeley
- Sarah Gadon .... Cindi
- Marlee Otto .... Zara
- Joe Pingue .... Martin
- David Huband .... Oficial Nelson
- James Collins .... policial